# Ines Thomsen
Ines Thomsen (* 1975 in Pinneberg) ist eine deutsche Kamerafrau, Regisseurin und Drehbuchautorin. Sie vertritt seit dem Wintersemester 2021 die Professur Kinematografie für dokumentarische Medien an der Filmuniversität Babelsberg Konrad Wolf.

## Berufliche Entwicklung
Thomsen war als Kameraassistentin in Auckland (Neuseeland) und Berlin aktiv. Von 1997 bis 2004 absolvierte sie ein Kamerastudium an der Hochschule für Film und Fernsehen „Konrad Wolf“ in Potsdam-Babelsberg, das sie mit Diplom abschloss. In den Jahren 2000 bis 2001 studierte sie ein Jahr an der Filmhochschule ESCAC in Barcelona (DAAD-Jahresstipendium). Seit 2009 unterrichtet sie das Fach Filmkamera an Filmhochschulen und Universitäten, etwa dem Observatorio de Cine de Barcelona, an der Universität der Künste Berlin und der Filmuniversität Babelsberg. Von 2017 bis 2018 war sie Stipendiatin der Jungen Akademie der Akademie der Künste. Seit dem Wintersemester ist sie Vertretungsprofessorin für das Fach Kinematografie für dokumentarische Medien an der Filmuniversität Babelsberg Konrad Wolf.
Thomsen ist seit 2015 Mitglied der Deutschen Filmakademie, daneben Mitglied der AG Dok und Mitfrau beim Netzwerk Cinematographinnen.

## Auszeichnungen
Im Jahr 2000, noch während ihres Studiums, wurde Thomsen mit sportfrei für den deutschen Kamerapreis nominiert. 2006 erhielt sie unter anderen den Dokumentarfilmpreis des Filmfestivals Max Ophüls Preis und den Prix Europa für den Kinodokumentarfilm Mañana al Mar. 2010 erhielt der Kinospielfilm Todos vós sodes capitáns in ihrer Kameraführung (Regie: Oliver Laxe) den FIPRESCI-Preis in Cannes. 2015 erhielt sie für den Kinodokumentarfilm Ein Papagei im Eiscafé den New Berlin Film Award, den Preis als Bester Dokumentarfilm beim 11. Achtung Berlin Film Festival und den ersten Preis beim 19. Filmfest Schleswig-Holstein.

## Filmografie (Auswahl)

### Kamera
- 2000: Sportfrei (Kurzdokumentarfilm)
- 2000: Ein Liebesversuch (Kurzspielfilm)
- 2000: Berlin Schwarzweiß / Berlin in Schwarz und Weiß (Dokumentarfilm)
- 2001: Papas (Kurzdokumentarfilm)
- 2004: Spielgefährten (Kurzdokumentarfilm)
- 2005: Zuhause Reisen (Dokumentarfilm)
- 2005: Der Fall (Kurzspielfilm)
- 2006: Freifliegen – Mit Interflug durch Ost und West (Dokumentarfilm)
- 2006: Mañana al Mar (Kinodokumentarfilm)
- 2007: Edge City: The Story of the Merry Pranksters (Kinodokumentarfilm)
- 2008: Achtung: Psychonauten – Der Künstler Thomas Zipp (Dokumentarfilm)
- 2008: Charged Abstraction: Der Künstler Anselm Reyle (Dokumentarfilm)
- 2009: 24 h Berlin – Ein Tag im Leben (Dokumentarfilm)
- 2010: Elf Onkel (Kinospielfilm)
- 2010: Todos vós sodes capitáns (Kinospielfilm)
- 2011: Geburtstag: Ein Film der nie gedreht wurde (Kurzspielfilm)
- 2011: Die Pfandleiher (Dokumentarfilm)
- 2012: Mala Hanoj (Little Hanoi) (Dokumentarfilm)
- 2012/2013: To Make A Comedy Is No Fun (Kinodokumentarfilm)
- 2013/2014: Mein Vater, sein Vater und ich (Kinodokumentarfilm)
- 2014: Ein Papagei im Eiscafé (Kinodokumentarfilm)
- 2015: Democracy – Im Rausch der Daten (Kinodokumentarfilm)[8]
- 2017: Sandmädchen (Kinodokumentarfilm)
- 2019: Hirten (Kinodokumentarfilm)

### Regie
- 2000: Sportfrei (Kurzdokumentarfilm) (Co-Regie)
- 2002: Cantando la vida (Kurzdokumentarfilm)
- 2004: Een Land, twee Meere (Kurzfilm)
- 2004: Spielgefährten (Kurzdokumentarfilm)
- 2006: Mañana al Mar (Kinodokumentarfilm)
- 2014: Ein Papagei im Eiscafé (Kinodokumentarfilm)